# Kantoni metró
A kantoni metró (egyszerűsített kínai: 广州地铁; hagyományos kínai: 廣州地鐵; pinjin: Kuangcsou titie (Guǎngzhōu Dìtiě)) hálózatának 13 vonala és 231 állomása volt 2017 decemberében.  Kínában, Kanton városában. A hálózat 1435 mm nyomtávolságú, hossza 390,7 km volt. Az első vonal 1997. június 28-án nyílt meg, 2018-ra a kantoni metró a világ negyedik leghosszabb metróhálózata lett a pekingi, a sanghaji és a szöuli metró után.

## Vonalak

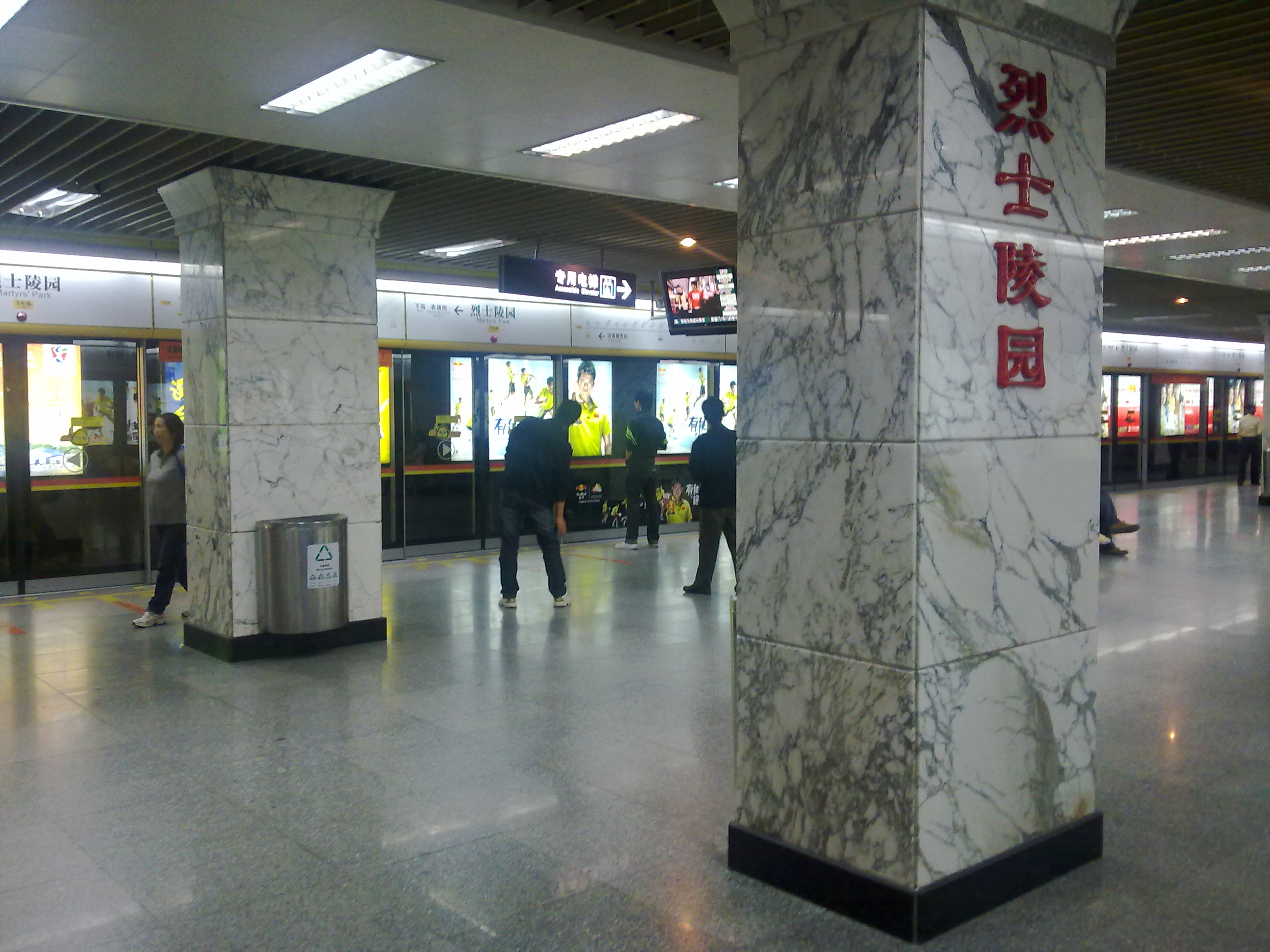
Martyrs' Park állomás az 1-es vonalon

| Vonal                   | Vonal      | Végállomások (angol név)              | Végállomások (angol név)           | Megnyitás éve | Utolsó fejlesztés | Hossz (km) | Állomások száma | Kocsik száma |
| Nehézmetró              | Nehézmetró | Nehézmetró                            | Nehézmetró                         | Nehézmetró    | Nehézmetró        | Nehézmetró | Nehézmetró      | Nehézmetró   |
| ----------------------- | ---------- | ------------------------------------- | ---------------------------------- | ------------- | ----------------- | ---------- | --------------- | ------------ |
| 1                       |            | Guangzhou East Railway Station        | Xilang                             | 1997          | 1999              | 18.5       | 16              | 28           |
| 2                       |            | Jiahewanggang                         | Guangzhou South Railway Station    | 2002          | 2010              | 31.8       | 24              | 36           |
| 3                       |            | Airport South / Tianhe Coach Terminal | Tiyu Xilu / Panyu Square           | 2005          | 2010              | 67.2       | 28              | 42           |
| 4                       |            | Huangcun                              | Jinzhou Station                    | 2005          | 2010              | 43.7       | 16              | 30           |
| 5                       |            | Jiaokou                               | Wenchong                           | 2009          | —                 | 31.9       | 24              | 30           |
| 6                       |            | Xunfenggang                           | Xiangxue                           | 2013          | 2016              | 41.7       | 31              |              |
| 7                       |            | Guangzhou South Railway Station       | Higher Education Mega Center South | 2016          | —                 | 18.6       | 9               | ?            |
| 8                       |            | Fenghuang Xincun                      | Wanshengwei                        | 2003          | 2010              | 15.0       | 13              | 17           |
| Kuangfo (Guǎngfó)       |            | Xincheng Dong                         | Yangang                            | 2010          | 2016              | 34.4       | 22              | 14           |
| People mover            |            |                                       |                                    |               |                   |            |                 |              |
| Csujiang (Zhūjiāng) APM |            | Linhexi                               | Canton Tower                       | 2010          | —                 | 4.0        | 9               | 6            |

## Fordítás
- Ez a szócikk részben vagy egészben  a   Guangzhou Metro című angol Wikipédia-szócikk fordításán alapul.  Az eredeti cikk szerkesztőit annak laptörténete sorolja fel. Ez a jelzés csupán a megfogalmazás eredetét és a szerzői jogokat jelzi, nem szolgál a cikkben szereplő információk forrásmegjelöléseként.